# 一碘化砹
一碘化砹是碘和砹形成的化合物，化学式AtI。

## 制备
在水溶液中，砹与碘可以直接作用，生成化合物一碘化砹。

## 化学性质
AtI可以和I−发生加成作用，产生AtI2−形式的化合物。
AtI+I− ⇌ AtI2−.
AtI与CsI和过量的I2作用时，可生成CsAtI2。因此，AtI在溶液中能够由CsI3共沉淀下来。如果把共沉淀物滤出，并在空气中加热，砹最先挥发出来，随后碘蒸出，CsI会残留下来。

## 物理性质
由于AtI有极性，不易被非极性的苯或四氯化碳所萃取.
在AtI的稀酸溶液中，加入IBr，Br−，I2等物质也会降低四氯化碳对砹的萃取作用，因为它们形成了极性更大的化合物：
AtI+IBr ⇌ AtBr+I2(K=190)
AtBr+Br- ⇌ AtBr2-